# Andrew Fisher (friidrottare)
Andrew Fisher, född 15 december 1991, är en friidrottare från Bahrain. Han deltog vid olympiska sommarspelen 2016.